# Patrick Peter (Eishockeyspieler)
Patrick Peter (* 27. Januar 1994 in Wien) ist ein ehemaliger österreichischer Eishockeyspieler, der von 2010 bis 2021 bei den Vienna Capitals in der Österreichischen Eishockey-Liga spielte.

## Karriere
Mit 15 Jahren spielte Patrick Peter, der seine ersten Erfahrungen auf dem Eis bei den EAC Pinguinen machte, bereits für die Vienna Capitals in der österreichischen U20-Liga. In der Spielzeit 2010/11 wurde er nicht nur regelmäßig in der U20 des Hauptstadtklubs eingesetzt, sondern spielte auch in der zweiten Herren-Mannschaft, die in der Oberliga, der dritten österreichischen Liga, spielte, und bekam zudem zehn Einsätze in der Österreichischen Eishockey-Liga, der höchsten Klasse des Landes. Im Folgejahr spielte er mit der Capitals-Reserve in der Nationalliga, der zweithöchsten Spielklasse der Alpenrepublik, kam aber nun auch schon auf fünfzehn Erstligaspiele. Seit 2012 gehört fest dem ÖEHL-Kader des Klubs aus Wien an. In seiner ersten Spielzeit als Stammspieler wurde er zum Rookie of the Year der Liga gewählt. 2017 gewann er mit dem Klub aus seiner Geburtsstadt den österreichischen Meistertitel, den zweiten für die Hauptstädter nach 2005. 2021 beendete er seine aktive Karriere aufgrund anhaltender gesundheitlicher Probleme.

### International
Peter spielte für Österreich im Juniorenbereich bei der U18-Weltmeisterschaft 2012 und den U20-Weltmeisterschaften 2012, 2013 und 2014, als er zum besten Spieler seiner Mannschaft gewählt wurde, jeweils in der Division I.
In der Herren-Auswahl des Alpenlandes debütierte Peter bei 2:3-Niederlage nach Verlängerung gegen Slowenien am 10. April 2014 im heimischen Wien. Wenige Tage später nahm er erstmals an den Weltmeisterschaften der Division I 2014 teil, wo ihm mit seiner Mannschaft der Aufstieg in die Top-Division gelang. Dort konnte er sich im Folgejahr allerdings nicht halten und musste mit den Alpenländlern den sofortigen Abstieg hinnehmen. Nachdem die Österreicher ohne ihn 2017 erneut in die Top-Division aufgestiegen waren, gelang dem Team, nun wieder mit Peter, bei der Weltmeisterschaft 2018 erstmals seit 2004 der Klassenerhalt.

## Erfolge und Auszeichnungen
- 2012 EBEL-YoungStar der Saison 2012/13
- 2014 Aufstieg in die Top-Division bei der Weltmeisterschaft der Division I, Gruppe A
- 2017 Österreichischer Meister mit den Vienna Capitals

## Karrierestatistik
(Legende zur Spielerstatistik: Sp oder GP = absolvierte Spiele; T oder G = erzielte Tore; V oder A = erzielte Assists; Pkt oder Pts = erzielte Scorerpunkte; SM oder PIM = erhaltene Strafminuten; +/− = Plus/Minus-Bilanz; PP = erzielte Überzahltore; SH = erzielte Unterzahltore; GW = erzielte Siegtore; 1 Play-downs/Relegation; Kursiv: Statistik nicht vollständig)